# NGC 3750
NGC 3750 este o liner situată în constelația Leul. A fost descoperită în 5 aprilie 1874 de către Ralph Copeland⁠(d). Se află la o distanță de 131,4 de megaparseci de Pământ.